# Nagy Csongor István
Nagy Csongor István (Kolozsvár, 1979. december 16.) magyar jogtudós, ügyvéd, a Szegedi Tudományegyetem Állam- és Jogtudományi Karának Nemzetközi Magánjogi Tanszékének tanszékvezető egyetemi tanára, a Magyar Tudományos Akadémia „Föderális piacok” Lendület-kutatócsoportjának vezetője (Magyar Tudományos Akadémia Társadalomtudományi Kutatóközpont). Társult oktató a Közép-Európai Egyetemen (Central European University), a kolozsvári Sapientia Erdélyi Magyar Tudományegyetemen, valamint vendégprofesszor a Riga Graduate School of Law-ban.

## Tanulmányai
Jogi diplomáját az Eötvös Loránd Tudományegyetem Állam- és Jogtudományi Karán szerezte summa cum laude minősítéssel 2003-ban, ahol ezt követően sikeresen védte meg PhD-dolgozatát 2009-ben (szintén summa cum laude minősítéssel). A Közép-európai Egyetemen (CEU) szerzett mester- (LL.M.), majd S.J.D. (Doctor of Juridical Sciences) fokozatot summa cum laude minősítéssel. 2004-ben elvégezte a World Law Institute és a CEU „Course on World Law”, 2005-ben a CEU „Advanced European Union Legal Practice” képzését (magna cum laude minősítéssel). Tanulmányokat folytatott Rotterdamban, Heidelbergben, New Yorkban. Vendégkutató, illetve -oktató volt Bécsben, Hágában, Münchenben, Hamburgban, Brnóban és Edinburghban. Egyetemi évei alatt az ELTE Bibó István Szakkollégium és a Láthatatlan Kollégium tagja.

## Szakmai pályafutása
2007. óta oktat a Szegedi Tudományegyetem Állam- és Jogtudományi Karán, 2011 óta a Nemzetközi Magánjogi Tanszék tanszékvezető egyetemi docense. 2008 óta tagja a Budapesti Ügyvédi Kamarának. Nagy Csongor István 2010 óta a Kamara Ügyvédiskolájában is oktat. 2008 és 2010 között az Európai Bizottság Magyarországi Képviseletének Eurojus jogi tanácsadója volt. 2008. óta oktat a Budapesti Műszaki Egyetem Gazdasági- és Társadalomtudományi Kar Üzleti Jog Tanszékén, jelenleg egyetemi docensként. 2013. óta társult oktató a Sapientia Erdélyi Magyar Tudományegyetemen, valamint 2014. óta vendégprofesszor a Riga Graduate School of Law-ban. Az ELTE Bibó István Szakkollégium Nemzetközi és Európai Jogi Műhelyének műhelyvezető tanára, a PPKE-JÁK Versenyjogi Kutatóközpont külső tagja.
2014-ben pályázatával elnyerte a Magyar Tudományos Akadémia „Lendület II.” programjának támogatását, amelyben „nemzetközileg is elismert, tartósan kiemelkedő és növekvő teljesítményű vezető kutatók” részesülhetnek. Ennek keretében az MTA Társadalomtudományi Kutatóközpontjában megalakította a „Föderális piacok” kutatócsoportot.
Korábban vendégkutató volt Bécsben, Hágában, Münchenben, Hamburgban, Edinburghban és Londonban, valamint oktatott az ELTE Állam- és Jogtudományi Karon, a Bibó István Szakkollégiumban, a Zsigmond Király Főiskolán, a CEU Business School-ban, a Budapesti Corvinus Egyetemen, a brnói Marasykova Egyetemen, az International Business Schoolban, valamint a Mathias Corvinus Collegiumban. 2008. óta az MTA Közgazdaságtudományi Intézete gondozásában megjelenő Verseny és Szabályozás Évkönyv szerkesztőbizottsági tagja, illetve jogi szerkesztője.
Fő kutatási területei: nemzetközi magánjog, nemzetközi polgári eljárásjog, nemzetközi gazdasági kapcsolatok joga, versenyjog, versenyszabályozás a hálózatos iparágakban.
Nyelvismeret: angol, latin, német, román.

## Díjai, elismerései
- Évfolyamelső, ELTE ÁJK, Budapest (2000)
- Köztársasági ösztöndíj (2000-2001, 2001-2002, 2002-2003)
- Pro Scientia Aranyérem (2001)
- Lovells Award for the Best International Business Law Student (Second prize) (2004)
- Award for Advanced Doctoral Students, CEU (Budapest/New York) (2007)
- Ryoichi Sasakawa Young Leaders Fellowship Fund (Sylff) ösztöndíja (2007/2008)
- Pro Renovanda Cultura Hungariae – „Tudomány az oktatásban” ösztöndíja (2008-2009)
- ELTE Bibó István Szakkollégium Harkály díjának tudományos fokozata (2010)
- Pólay Elemér Alapítvány ösztöndíja (2011)
- Bolyai-ösztöndíj (2013)
- Lendület pályázat nyertese (2014)

## Művei

### Könyvek, monográfiák
- Az Európai Unió nemzetközi magánjoga. HVG-Orac, Budapest, 2006. 482. p.
- A közösségi és a magyar kartelljog kézikönyve. HVG-Orac, Budapest, 2008. 787. p.
- Nemzetközi magánjog. HVG-Orac, Budapest, 2011.
- Útmutató a tisztességtelen kereskedelmi gyakorlat tilalmáról. HVG-Orac, 2012. 48. p.
- Private international law in Hungary. Kluwer Law International, 2012. 190. p.
- Nemzetközi magánjog. Második, átdolgozott és bővített kiadás. HVG-Orac, Budapest, 2012. 304. p.
- EU and US Competition Law: Divided in Unity? Ashgate Publishing, 2013. 220. p.

### Tanulmányok
Több mint 150 publikációja jelent meg magyar, angol, német, román, francia és (fordításban) horvát és spanyol nyelven, többek között, az Acta Juridica Hungarica, Columbia Journal of European Law, Európai Jog, European Competition Law Review, European Law Review, Gazdaság és Jog, German Law Journal, Infokommunikáció és Jog, International and Comparative Law Quarterly, IPRAX, JEMA, Jogtudományi Közlöny, Journal of Private International Law, Külgazdaság, Külgazdaság Jogi Melléklete, London Law Review, Magyar Jog, Magyar Kisebbség, Nederlands Internationaal Privaatrecht, Osteuropa-Recht, Polgári Jogi Kodifikáció, Revista Română de Drept al Afacerilor, Revista Română de Drept European, Wirtschaft und Wettbewerb, World Competition Law and Economics Review, Zeitschrift für das Privatrecht der Europäischen Union szakfolyóiratokban.

### Fordítói tevékenység
Richard Whish: Versenyjog. HVG-Orac, Budapest, 2010. (A szerző Competition Law (Oxford University Press, Oxford, 2008.) c. művének 3., 4., 8., 13., 14., 15. és 16. fejezeteinek fordítása magyar nyelvre.)